# Bathynemertes
Bathynemertes is een monotypisch geslacht van snoerwormen. Het werd in 1906 opgericht door Frank Fortescue Laidlaw voor de nieuwe soort Bathynemertes alcocki die in de Andamanse Zee was ontdekt.

## Soort
- Bathynemertes alcocki Laidlaw, 1906